# Bohémélet
A Bohémélet (La bohème) Giacomo Puccini négyfelvonásos operája. A szöveget Henri Murger Scènes de la vie de bohème című műve nyomán Puccini útmutatásait követve Luigi Illica és Giuseppe Giacosa írta. Az ősbemutató Arturo Toscanini vezénylésével 1896. február 1-jén volt a torinói Teatro Regio színházban. A játékidő két óra.
1897-ben Ruggero Leoncavallo is komponált egy Bohéméletet, azonban a Puccini-féle verzió sokkal nagyobb népszerűségre tett szert.

## A mű története
A Bohéméletet pontosan három évvel a Manon Lescaut bemutatója után, ugyanabban a színházban mutatták be ugyancsak Toscanini vezénylésével, de annál kisebb sikerrel. Később azonban Palermóban nagy diadalt aratott, s attól kezdve világszerte játszották. Párizsban 1898-ban mutatták be a „legpárizsibb” operát, ami minden eddigi sikert felülmúlt. 
A Bohémélet opera vetett véget Leoncavallo és Puccini éveken át tartó barátságának, ugyanis Leoncavallo előbb felkínálta Puccininek a „Bohémek” librettóját, az azonban nem tartott rá igényt, így Leoncavallo maga zenésítette meg. Később, miután megtudta, hogy barátja megzenésítette ugyanazt a témát, többé nem állt szóba vele.

## Szerepek
| Szerep                                                                              | Hang    | Az ősbemutató előadói, 1896, február 1, (Karmester: Arturo Toscanini) |
| ----------------------------------------------------------------------------------- | ------- | --------------------------------------------------------------------- |
| Rodolfo, egy költő                                                                  | tenor   | Evan Gorgo                                                            |
| Mimì, hímzőnő                                                                       | szoprán | Cesira Ferrani                                                        |
| Marcello, egy festő                                                                 | bariton | Tieste Wilmant                                                        |
| Schaunard, zenész                                                                   | bariton | Antonio Pini-Corsi                                                    |
| Colline, filozófus                                                                  | basszus | Michele Mazzara                                                       |
| Musetta, egy énekesnő                                                               | szoprán | Camilla Pasini                                                        |
| Benoît, háztulajdonos                                                               | basszus | Alessandro Polonini                                                   |
| Alcindoro, városi tanácsos                                                          | basszus | Alessandro Polonini                                                   |
| Parpignol, játékárus                                                                | tenor   | Dante Zucchi                                                          |
| Fináncőrmester                                                                      | basszus | Felice Fogli                                                          |
| diákok, midinettek, polgárok, árusok, katonák, pincérek, zenészek, kofák, gyerekek. |         |                                                                       |

## A történet eredete

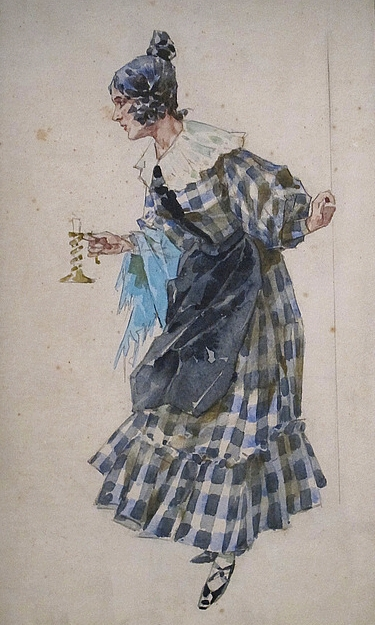
Mimì jelmeze az első felvonásban, Adolfo Hohenstein terve a bemutatóra

A mű fedőlapján megjelenő írás szerint a Bohémélet szövegkönyve (librettója) Henri Murger La Vie de Bohème című regényén alapul, amely magyarul Komor Gyula fordításában Bohémvilág címmel jelent meg 1913-ban az Athenaeum kiadásában. A mű rövid karcolatokat tartalmaz fiatal bohém emberekről, akik az 1840-es években Párizs Quartier Latin diáknegyedében éltek. Annak ellenére, hogy a szöveg nem tartalmaz egységes összefüggő cselekményt, mégis regényként emlegetik. Az 1849-es darabhoz hasonlóan, amit Murger és Théodore Barrière írt, az opera szövegkönyve a Mimi és a Rodolfo közti kapcsolatra fókuszál, valamint Mimi halálára. Mimi karakterét a regény két szereplője formálja meg, az egyik Mimi és a másik pedig Francine. A darab alkotási folyamatában vita alakult ki Puccini és Ruggero Leoncavallo zeneszerző között, aki a szövegkönyvet fölajánlotta Puccininak. Ő azt válaszolta, hogy neki fogalma sem volt arról, hogy Leoncavallo is dolgozik a librettón. Úgy érezte, hogy nem kell munkáját mással is megosztania. Leoncavallo megírta a saját verzióját, amelyben Marcello szerepét tenor, Rodolfo szerepét pedig bariton énekelte. Az opera sikertelennek bizonyult, és nemigen játszották.

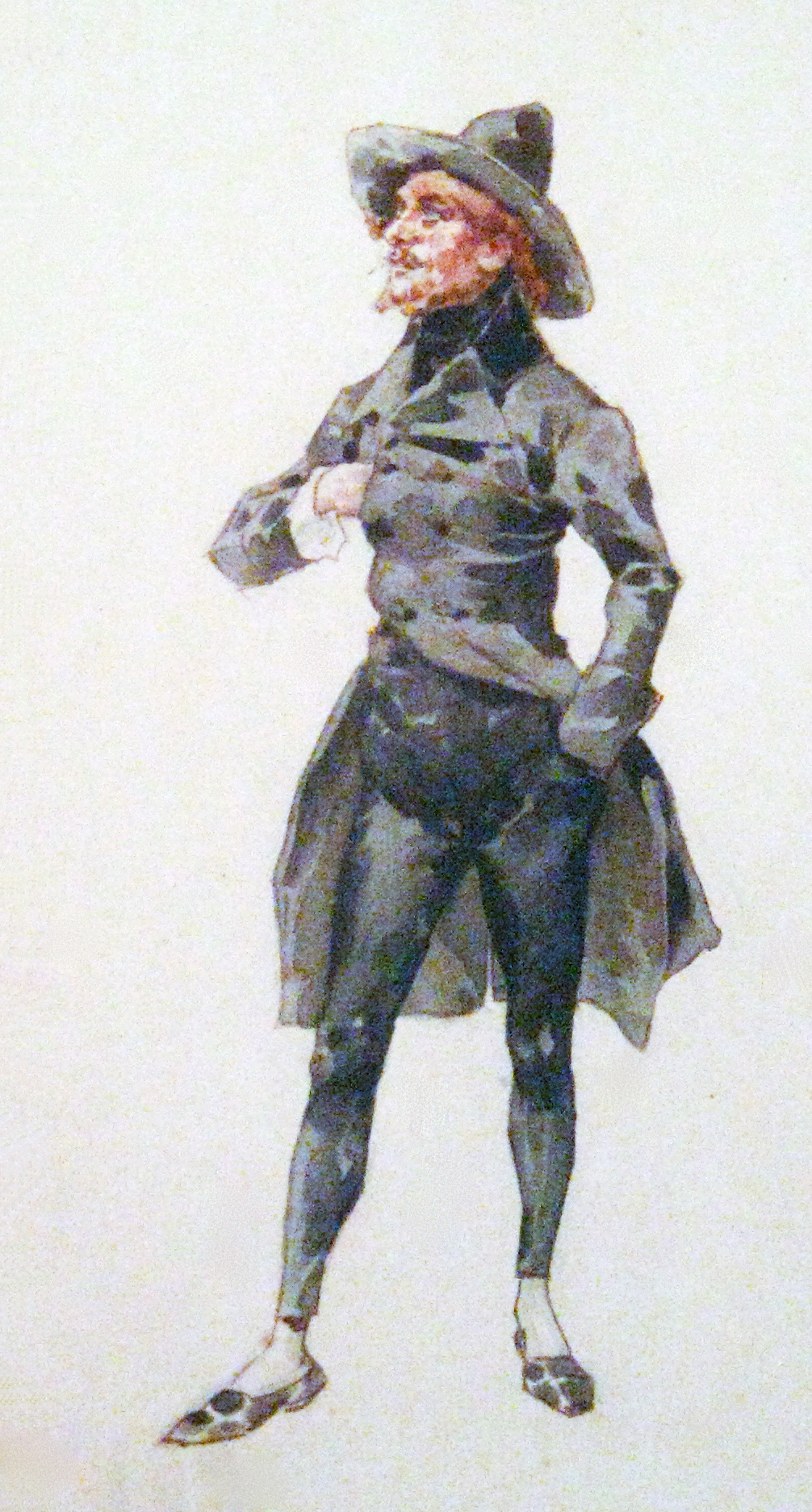
Rodolfónak Adolfo Hohenstein által, a bemutatóra tervezett jelmeze, Teatro Regio (Torino), 1896

Nagyon sok az eredeti rész a librettóban. A második és harmadik felvonás cselekménye az alkotók fantáziaszüleménye, csak néhány egyezés volt Murger regényével, az első és a negyedik felvonás viszont követi a regény cselekményét. Mimi és Rodolfo jelenetei egyeznek a regényben lévő jelenetekkel. A darab története szorosan követi annak 18 fejezetét. A két szerelmes Mimi és Rodolfo egy padlásszobában élnek, annyi eltéréssel, hogy a regényben a szerelmespár neve Jacques és Francine. Mimi halála az operában két regénybeli halált elegyít. Az egyik Mimié a másik pedig a Francineé.
A nyilvánosságra hozott librettóban van egy alkotói megjegyzés, miszerint a műben változtatások vannak, viszont említés nélkül hagyják Mimi és Francine karakterének egybeolvadását: „Chi può non confondere nel delicato profilo di una sola donna quelli di Mimì e di Francine?" (Ki ne keverhetné össze az olyan finom női karaktereket, mint Mimi és Francine?). Abban az időben a regény mindenki számára elérhető volt. Murger halála után, örökösei nem lévén, a darab szerzői jogait Barrière rokonai szerezték meg.

## A cselekmény
Helyszín: 1830, Párizs

### I. felvonás
Színhely: a bohémek padlásszobája
A helyszín egy nyomorúságos, rendetlen és hideg padlásszoba, négy ággyal, négy székkel, egy asztallal és egy mosdószekrénnyel. Az ablakból Párizs háztetői, kéményei látszanak. A függöny scherzo témára megy fel. A szobában Rodolfo és Marcello fagyoskodik. Rodolfo egy verssel küszködik, amit egy lap rendelt meg tőle, Marcello pedig a hidegtől gémberedett ujjakkal egy festményen dolgozik, amelynek címe: Átkelés a Vörös-tengeren. Rodolfo feláll, és a kialvó tűzbe dobja egyik vaskos drámáját, majd az ablakból nézi Párizst. Megérkezik üres kézzel Colline: karácsony van és az összes zálogház zárva tart. Rögtön utána azonban Schaunard is megérkezik étellel teli kosarakkal, sőt némi pénzt is hoz. Két napig zongorázott valakinek, aki a szomszéd papagájának zajától szeretett volna megszabadulni. A problémát azonban megoldotta a szakácsnő egy késsel.
Az éhes bohémek leülnek enni, közben Schaunard felajánlja, hogy megvendégel mindenkit a közeli Momus kávéházban. Erre belép a háztulajdonos és az elmaradt lakbért követeli. Leitatják, mire az öreg a régi szerelmi kalandjait kezdi mesélni, a fiatalok felháborodást színlelnek, és kidobják. 
Rodolfo otthon marad, hogy befejezze versét, a többiek nagy zajjal elvonulnak. Alig kezd neki a munkájának, megjelenik az ajtóban a szomszéd szoba lakója, Mimi, a hímzőnő, akìnek megérkezésével az addig vidám zene lírai, szomorkás hangulatúvá válik. Mimì tüdőbajos, ezért felfelé jövet a sok lépcsőtől nagyon kifulladt. Rodolfo vízzel locsolja az arcát, majd amikor a huzat eloltja Mimì gyertyáját, Rodolfo is elfújja az övét. A teliholdtól világos szobában beszélgetni kezdenek: először Rodolfo mutatkozik be, majd Mimì meséli el az életét (Sì, mi chiamano Mimì ária). A kettejük duettje, az O soave fabciulla az egyik legszebb olasz duett. Ezután elindulnak, hogy csatlakozzanak a többiekhez.

### II. felvonás
Színhely: a Latinnegyed (Quartier Latin)
A felvonást gyors akkordmenetek vezetik be három trombitán, az utcán árusok kínálják portékájukat. A társaság a diáknegyed szívében, a Momus kávéházban ünnepli a karácsonyt. Rodolfo egy rózsaszín kendőt vásárol Mimìnek, majd csatlakoznak ők is a kávéházi társasághoz, ahol Rodolfo a költő szavakkal mutatja be Mimìt: „Amíg kezem verseket írkál,/ Ujjai közt virág terem, /És mindkettőnk szívében/ – Szerelem!”
Fafúvós scherzo témára egy öregedő gavallér társaságában megjelenik Marcello egykori csapodár szerelme, Musetta. Mögötte ajándékcsomagokkal megrakodva a gavallér, Alcindoro. Megpillantva Marcellót, Musetta eldönti, hogy visszahódítja, és szűk cipőjére panaszkodva megszabadul Alcindorótól, akit elküld, hogy vigye el a cipőjét tágíttatni. Marcello és Musetta szenvedélyesen átölelik egymást, majd az egész társaság felkerekedik, azonban előtte odaszólnak a pincérnek, hogy mindjárt visszajön az öregúr, és majd ő fizet helyettük.
A jelenet végén egy kisebb katonai zenekar vonul át a színen, a jelenélevők éneklik az induló dallamát, majd a bohémek és Musetta távoznak. Alcindoro visszatér és bosszúsan kifizeti a számlát, majd ő is távozik.

### III. felvonás
Helyszín: a Barrière d’Enfer Párizs határában
Ködös, hideg hajnal a párizsi Barrière d’Enfer környékén. A szomszédos kocsmából mulatozás hangjai hallatszanak ki; a zenekari gordonkák d-moll tremolói fölött fafúvósok kvintmenetei hallatszanak. A zene a sivár tájjal tökéletes összhangban van. Az utcán utcaseprők, kofák és tejesasszonyok vannak. Megjelenik Mimì, aki hallotta, hogy Marcello a kocsmában fest, így Rodolfo is itt van. Kihívja Marcellót és arról panaszkodik, hogy Rodolfo állandó féltékenységgel gyötri, ezért szakítani akar válni tőle. Marcello megígéri, hogy megpróbál segíteni, Mimì megköszöni és úgy tesz, mintha elmenne, közben elbújik egy közeli fa mögött. Rodolfo némi noszogatás után bevallja, hogy ő ma is ugyanúgy szereti Mimìt, azonban Mimì halálos beteg és jobb lenne neki, ha olyasvalakit találna, aki jobb körülményeket tud biztosítani számára mint ő. Mimì hangos zokogásban tör ki, mire a többiek észreveszik őt a fa mögött. A lány beleegyezik az elválásba, csupán annyit kér, hogy halasszák tavaszra. Közben kilép a kocsmából Musetta is, gyönyörű madrigálkvartett kezdődik; Mimì és Rodolfo a líra hangján énekel, Musetta kacagva, Marcello mérgelődve. Majd Mimì és a költő átölelik egymást és a kezdődő hóesésben hazaindulnak, Marcello és Musetta összevesznek.

### IV. felvonás
Helyszín: a bohémek padlásszobája
Az első felvonásból ismert padlásszobában Rodolfo verset írt, Marcello fest. Kettősük a szerelemről szól. Megérkezik Schaunard és Colline is, majd leülnek sózott heringet enni, mellé vizet isznak. A társaság vidám hangulatban van, táncolnak és viccelődnek, majd beront a szobába Musetta, aki közli velük, hogy Mimì már nagyon beteg, haldoklik, és itt szeretne meghalni, ahol egyszer nagyon boldog volt.
Musetta odaadja a fülbevalóját Marcellónak, hogy adja el, a pénzből pedig hozzon orvost és bort. Colline elbúcsúzik a kabátjától (Kabátária), majd elviszi a zsibárushoz. Mimì és Rodolfo szerelmük legszebb pillanatairól énekelnek. 
Visszajönnek a bohémok Musettával, hoznak mindent, még egy muffot is, amire Mimi már régóta vágyott. Bedugja két kezét a muffba, majd csendesen meghal. Rodolfo az ablakon néz kifelé, így ő értesül utoljára a lány haláláról. „Mimì, Mimì” kialtja, és a halott lányra borul, miközben a zenekar cisz-moll gyászzenét játszik.

## Ismertebb áriák
- Che gelida manina (Ó, mily hideg e kis kéz) – Rodolfo I. felvonás
- Sì, mi chiamano Mimì (Úgy hívnak, hogy Mimì) – Mimì I. felvonás
- O soave fanciulla (Ó, te gyönyörű lányka) – Rodolfo és Mimì I. felvonás
- Quando me n'vo soletta per la via (Amikor egyedül sétálok az utcán) – Musetta keringője, II. felvonás
- Donde lieta uscì al tuo grido d'amore (Honnan vígan kiröppent a kebledre szállva) – Mimì III. felvonás
- O Mimì, tu più non torni (Ó Mimì, vissza térsz-e még?) – Rodolfo és Marcello IV. felvonás
- Vecchia zimarra'" (Kabátária) – Colline IV. felvonás
- Sono andati? Fingevo di dormire (Nincs itt senki? Azt hitték, ugye, alszom…) – Mimì IV. felvonás